# (466531) 2014 SF23
(466531) 2014 SF23 es un asteroide perteneciente al cinturón de asteroides, descubierto el 29 de enero de 2007 por el equipo Spacewatch desde el Observatorio Nacional de Kitt Peak (Arizona, Estados Unidos).